# Perth (circonscription du Parlement d'Écosse)
Pour les articles homonymes, voir Perth.
Perth dans le Perthshire était un Burgh royal qui a élu un Commissaire au Parlement d'Écosse et à la Convention des États.
Après les Actes d'Union de 1707, Perth, Cupar, Dundee, Forfar et St Andrews ont formé le district de Perth, envoyant un membre à la Chambre des communes de Grande-Bretagne.

## Liste des commissaires de burgh
- 1661–63: John Paterson de Benchillis  [1]
- 1665 convention, 1667 convention, 1669–74: Patrick Threipland de Fingask, marchand, provost[2]
- 1678 convention: Patrick Hay, marchand, provost [3]
- 1681–82, 1685–86: John Glass, provost [4]
- 1689 convention, 1689–1701: Robert Smith, ancien bailli  [5]
- 1702–07: Alexander Robertson de Craig [6]